# 연료 탱크

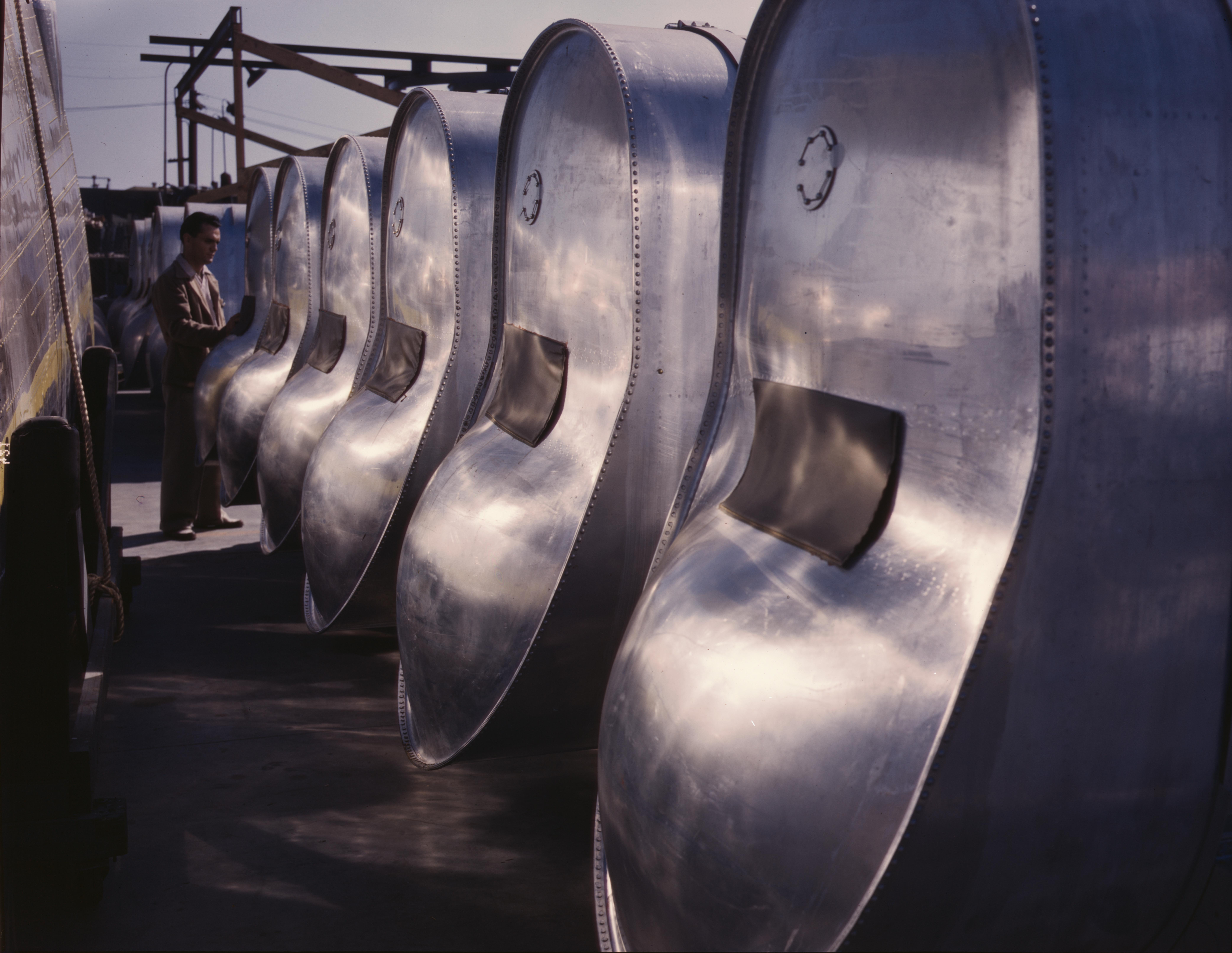
노스 아메리칸 B-25 미첼 폭격기의 연료 탱크

연료 탱크, 휘발유 탱크, 페트롤 탱크(petrol tank) 또는 가스 탱크(gas tank)는 휘발유나 경유와 같은 가연성 유체를 보관하는 안전한 용기이다. 이른바 연료를 위한 저장 탱크로 불릴 수 있지만, 이 용어는 일반적으로 연료가 저장되어 엔진으로 추진되거나(연료 펌프) 방출(가압 가스)되는 엔진 시스템의 일부에 적용된다. 연료 탱크는 뷰테인 라이터의 작은 플라스틱 탱크부터 다중 챔버 극저온 우주왕복선 외부 연료 탱크에 이르기까지 크기와 복잡성이 다양하다.

## 안전
연료 탱크의 적절한 설계 및 구성은 탱크가 포함된 시스템의 안전에 중요한 역할을 한다. 대부분의 경우 손상되지 않은 연료 탱크는 매우 안전하다. 탱크에는 가연성 한계를 훨씬 초과하는 연료 증기/공기 혼합물이 가득 차 있어 점화원이 있어도 연소할 수 없다(드문 경우).
고정식 연료 탱크의 경우 극한의 온도와 차량 충돌과 같은 위험으로부터 연료 탱크를 보호하는 경제적인 방법은 매장하는 것이다. 그러나 매설된 탱크에서는 누출을 모니터링하기가 어렵다. 이로 인해 지하 저장탱크의 환경적 위험성에 대한 우려가 제기되었다.

## 같이 보기
- 폭발
- 연료 여과기
- 외부연료탱크